# 埃米迪奥·巴兰特斯
埃米迪奥·巴兰特斯（西班牙語：Hermidio Barrantes，1964年9月2日—），哥斯达黎加男子足球运动员，司职守门员。他曾代表哥斯达黎加国家队参加1990年国际足联世界杯，结果队伍止步十六强赛。